# Greet De Keyser
Greet De Keyser (Aarschot, 1963) is een Belgische journaliste voor VTM. Ze was daarvoor gedurende 13 jaar actief als correspondente voor de Vlaamse Radio- en Televisieomroeporganisatie in de Verenigde Staten. Ze woont in Washington D.C..

## Biografie
De Keyser is van opleiding licentiaat in de wijsbegeerte, een opleiding die ze afrondde in 1985 aan de Vrije Universiteit Brussel. Daarvoor studeerde ze aan het Koninklijk Atheneum Redingenhof Leuven.
Ze was als reporter reeds actief in Zuid-Afrika, Algerije, Ethiopië, Congo-Kinshasa, Rwanda en Irak. Ze werkte in de jaren tachtig voor de BRT-radio, vanaf 1991 voor de VTM-nieuwsdienst en sinds 2000 voor de VRT-redactie. Sinds begin 2000 werkt en verblijft ze in de Verenigde Staten, met als thuisbasis Washington DC. Ze bracht verslag uit over de presidentsverkiezingen van 2000, 2004, 2008 en 2016. In 2001 had ze, samen met een RTBf-collega, een eerste two-on-one-interview met president Bush op de vooravond van zijn eerste bezoek aan Europa. Ze was daarmee ook een van de eerste buitenlandse correspondenten die geselecteerd werden voor een persoonlijk televisie-interview. De Keyser maakte de aanslagen op 11 september 2001 ('9/11') mee en versloeg deze vanuit de Verenigde Staten. Ze zag het land ten oorlog trekken tegen het Talibanregime in Afghanistan, het Irak onder Saddam Hoessein en het wereldwijd terrorisme. Ze behoorde tot de kleine ploeg buitenlandse correspondenten die na '9/11' toegelaten werden om verslag te doen vanaf Ground Zero. Ze kreeg een tweede maal en ditmaal one-on-one-interview met president Bush in februari 2005. Bush charmeerde De Keyser met de quote "You have great eyes". Op 21 februari 2005 werd ze naar aanleiding van het tweede bezoek van Bush (Bush Unity Tour) aan Europa door CNN geïnterviewd om de Europese reacties op dit bezoek weer te geven. In mei 2005 nam ze ruim een jaar loopbaanonderbreking. In die periode werd de VRT-correspondent in de VS Johan Depoortere. In 2008 trok ze weer door de VS om de presidentsverkiezingen te verslaan. Haar producer is Hans van den Nieuwendijk.
Op 31 januari 2013 beëindigde ze haar carrière als verslaggeefster vanuit de Verenigde Staten en werd ze als correspondent vervangen door Tom Van de Weghe. De Keyser nam daarna loopbaanonderbreking en bleef ook in Washington wonen. Ze wou er in eerste instantie haar man, de Vlaamse topkok Bart Vandaele, helpen bij zijn werk. Vandaele is restauranthouder in Washington en plande destijds een tweede zaak. De VRT kon haar geen nieuwe projecten toekennen, waarna ze ontslag nam.
In 2015 ging ze opnieuw aan de slag bij VTM, waarvoor ze eveneens verslaggeefster vanuit Amerika werd.
In 2023 werd ze benoemd tot ridder in de Kroonorde.

### Buiten de nieuwsdienst
Samen met vriend Filip Peeters nam ze in 2006 deel aan het programma Beste Vrienden.

## Televisie
- Tegen de sterren op (2018) - als zichzelf
- VTM Nieuws (1991-2000, 2015-heden) - als verslaggeefster
- De klas van Frieda (2010) - als zichzelf
- Beste vrienden (2006) - als zichzelf
- Alles komt terug (2001) - als zichzelf
- Het Journaal (2000-2013) - als verslaggeefster